# Dimowo
Dimowo (bułg. Димово) – miasto w północno-zachodniej Bułgarii, w obwodzie Widyń. Siedziba administracyjna gminy Dimowo. Ośrodek uprawy winorośli i przemysłu jedwabniczego.

## Geografia
Dimowo położone jest w zachodniej części Niziny Naddunajskiej. Przez miasto przepływa Arczar i Bełskata reka. Wokół miasta istnieją liczne szlaki przyrodnicze.

## Historia
Pierwszymi osadnikami na terenach Dimowa byli Rzymianie, o czym świadczą wykopaliska ze znalezionymi przedmiotami i masywny starożytny most w obszarze Dandara. W połowie XIX w. Dimowo było jednym z największych miast Bułgarii. W latach 1877–1878 w okolicach Dimowa stoczono liczne bitwy wojny rosyjsko-tureckiej. Pierwsza szkoła podstawowa w mieście została otwarta jesienią 1879 roku.

## Sport
W Dimowie funkcjonuje klub kolarstwa górskiego „Botew Dimowo”.

## Panorama

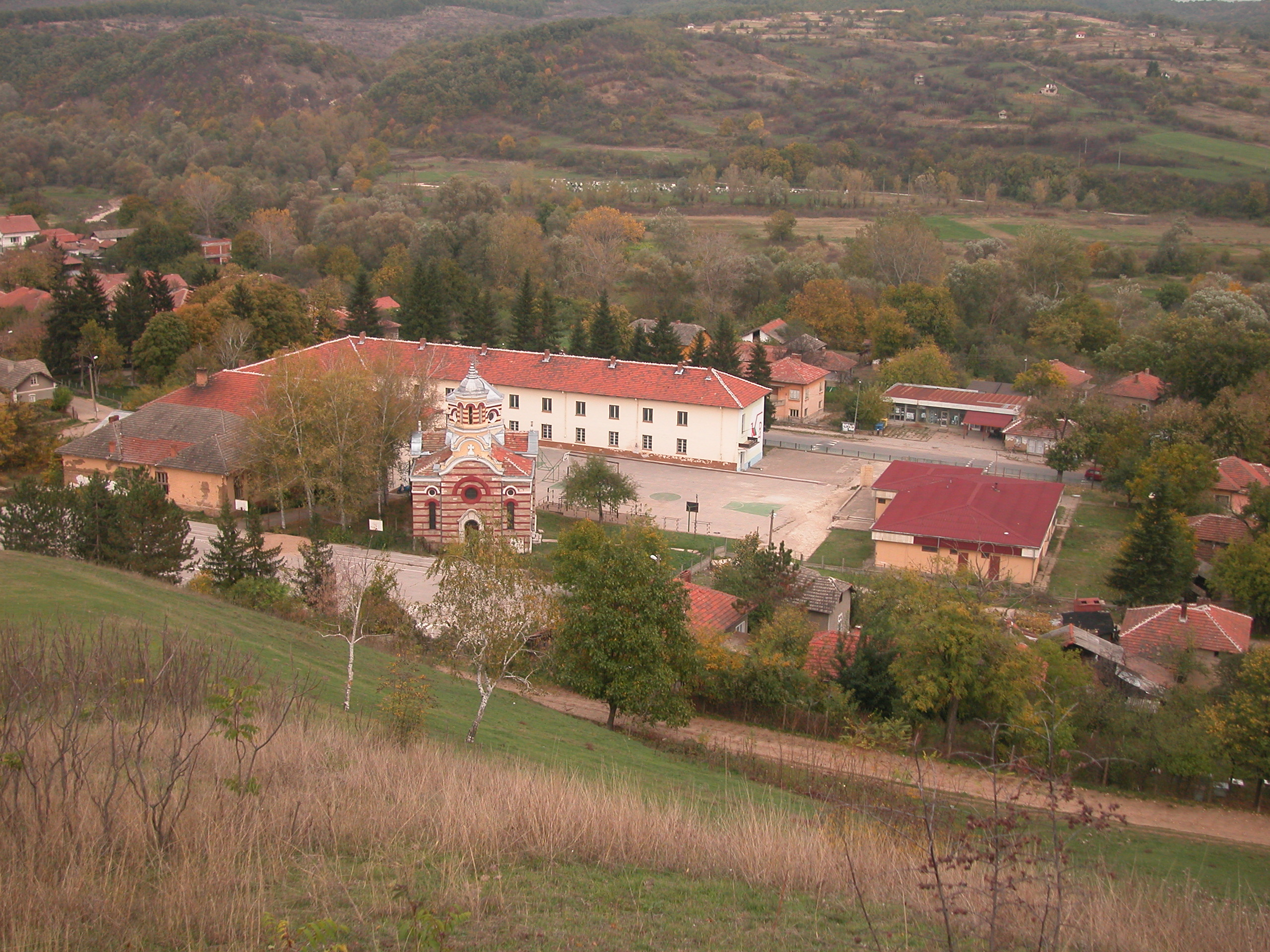
Szkoła